# 1693
1693 (MDCXCIII) fue un año común comenzado en jueves según el calendario gregoriano.

## Acontecimientos
- 11 de enero: en Val de Noto (Sicilia), a las 21:00, un terremoto de 7,4 y un tsunami destruye por completo varios pueblos, incluida Catania. Mueren 60.000 personas en toda la región.
- 29 de julio: en el marco de la Guerra de los Nueve Años, en el Brabante Flamenco (Bélgica) el ejército francés —dirigido por el mariscal de Luxemburgo— vence a las fuerzas aliadas dirigidas por Guillermo de Orange (rey de Inglaterra) en la batalla de Landen.
- 4 de agosto (fecha tradicional): en Champagne (Francia) el fraile Dom Perignon inventa el champán.

## Ciencia
- Sir Richard Bulkeley, miembro del Trinity College Dublin, presentó el primer artículo científico  sobre la Calzada del Gigante a la Royal Society of London .

## Nacimientos
- 29 de junio Juan Bautista de Anza I, militar y explorador español.